# 八風
八風（はっぷう）とは、仏の教えに基づいた修行を妨げる8つの出来事の事。人間が求める4つの出来事四順（しじゅん）と、人間が避ける4つの出来事四違（しい）とからなる。
日本の日蓮は、出家の修行に留まらず、在家の日常生活においても、この八風に侵されない者が賢人であるとしている。

## 四順
- 利い（うるおい）‐目先の利益
- 誉れ（ほまれ）‐名誉をうける
- 称え（たたえ）‐称賛される
- 楽しみ（たのしみ）‐様々な楽しみ

## 四違
- 衰え（おとろえ）‐肉体的な衰え、金銭・物の損失
- 毀れ（やぶれ）‐不名誉をうける
- 譏り（そしり）‐中傷される
- 苦しみ（くるしみ）‐様々な苦しみ